# 음주 운전

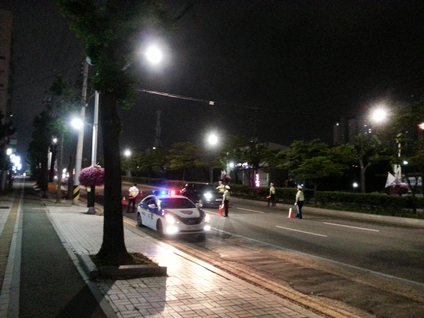
음주 운전자를 단속하기 위해 경찰이 검문을 하고 있는 모습이다.

음주 운전(飮酒運轉)은 술을 마셔 취한 상태로 운전을 하는 행위를 말한다. 음주 운전은 피해자가 없더라도 그 자체로 사회 안전을 위협하는 행위로 세계에서 도로교통법에 의하여 불법으로 규정되어 있다. 대한민국에서는 경찰공무원이 합리적인 이유로 음주 운전을 의심하였거나 다른 이유가 있을 때 음주 측정을 할 수 있으며 이때 혈중 알코올 농도가 일정 이상으로 측정될 경우 보유하고 있는 운전 면허에 대하여 정지나 취소와 같은 행정적 처분이 이루어질 수 있고, 징역형과 같은 형사 처벌 또한 받을 수 있다.

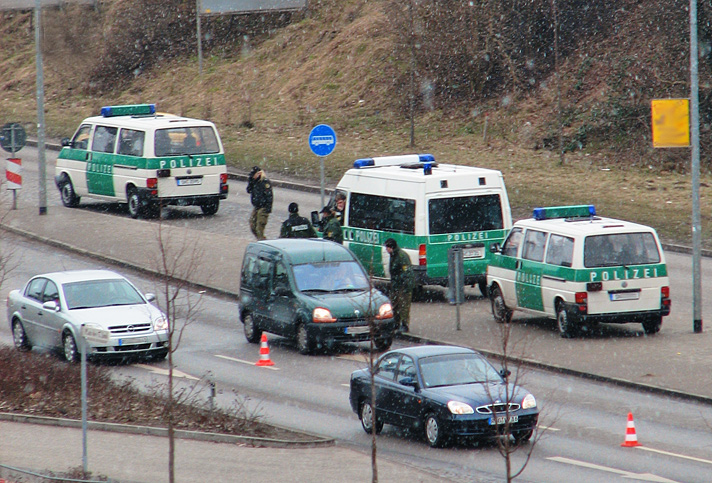
음주 운전 여부를 측정하고 있는 독일의 교통경찰

## 각 국가별 음주 운전 처벌

### 대한민국
대한민국에서 음주 운전 처벌은 도로교통법에 규정되어 있으며, 혈중 알코올 농도를 기준으로 한다. 1980년 6월 11일 음주운전 감지기를 도입하였다.
혈중 알코올 농도가 0.03% 이상일 경우 벌점 100점과 면허정지 100일, 0.08% 이상일 경우는 면허 취소의 행정처분이 이루어지며, 이와 별개로 형사 입건되어 법원에서 약식명령을 하거나 공판절차에서 재판을 진행하지만 경찰이 입건없이 즉결심판을 법원에 청구하여 20만원 이하의 벌금을 선고하게 하기도 한다.

도로교통법 제148조의2(벌칙)   ① 제44조제1항(음주운전 금지) 또는 제2항(음주 측정 불응)을 2회 이상 위반한 사람은 2년 이상 5년 이하의 징역이나 1천만원 이상 2천만원 이하의 벌금에 처한다. 
       ② 술에 취한 상태에 있다고 인정할 만한 상당한 이유가 있는 사람으로서 제44조 제2항에 따른 경찰공무원의 측정에 응하지 아니하는 사람은 1년 이상 5년 이하의 징역이나 500만원 이상 2천만원 이하의 벌금에 처한다.  
       ③ 제44조 제1항을 위반하여 술에 취한 상태에서 자동차등 또는 노면전차를 운전한 사람은 다음 각 호의 구분에 따라 처벌한다.  
       1. 혈중알코올농도가 0.2퍼센트 이상인 사람은 2년 이상 5년 이하의 징역이나 1천만원 이상 2천만원 이하의 벌금  
       2. 혈중알코올농도가 0.08퍼센트 이상 0.2퍼센트 미만인 사람은 1년 이상 2년 이하의 징역이나 500만원 이상 1천만원 이하의 벌금  
       3. 혈중알코올농도가 0.03퍼센트 이상 0.08퍼센트 미만인 사람은 1년 이하의 징역이나 500만원 이하의 벌금  
       ④ 제45조를 위반하여 약물로 인하여 정상적으로 운전하지 못할 우려가 있는 상태에서 자동차등 또는 노면전차를 운전한 사람은 3년 이하의 징역이나 1천만원 이하의 벌금에 처한다.

특정범죄 가중처벌 등에 관한 법률 제5조의11(위험운전 등 치사상) ① 음주 또는 약물의 영향으로 정상적인 운전이 곤란한 상태에서 자동차(원동기장치자전거를 포함한다)를 운전하여 사람을 상해에 이르게 한 사람은 1년 이상 15년 이하의 징역 또는 1천만원 이상 3천만원 이하의 벌금에 처하고, 사망에 이르게 한 사람은 무기 또는 3년 이상의 징역에 처한다.

교통사고처리특례법 제3조(처벌의 특례) ① 차의 운전자가 교통사고로 인하여 「형법」 제268조 업무상 과실•중과실의 죄를 범한 경우에는 5년 이하의 금고 또는 2천만원 이하의 벌금에 처한다

음주 운전으로 인하여 상해나 사망 사고가 발생했을 때는 특정범죄 가중처벌 등에 관한 법률이나 교통사고 처리 특례법을 적용한다.
2018년 12월 18일부터 시행한 특정범죄 가중처벌 등에 관한 법률 개정안(일명: 제1 윤창호 법)은 음주 상태에서 운전을 하다 사람을 상해에 이르게 한 경우 현행 10년 이하의 징역 또는 500만 원 이상 3,000만 원 이하의 벌금에서 1년 이상 15년 이하의 징역 또는 1,000만 원 이상 3,000만 원 이하의 벌금으로 법정형이 상향되었고, 음주 운전을 하다 사람을 사망에 이르게 한 경우에는 현행 1년 이상의 유기징역에서 무기징역 또는 3년 이상의 징역으로 처벌이 대폭 강화되었다. 또, 면허 정지 기준이 0.05% 이상에서 0.03% 이상으로, 면허 취소 기준이 0.1% 이상에서 0.08% 이상으로 더욱 강화되었으나 해당 법률이 헌법재판소에서 위헌으로 결정되어 현재는 효력을 잃고 종전의 기준으로 돌아갔다.

#### 판례
음주운전을 하다가 교통사고를 야기한 후 그 형사처벌을 면하기 위하여 타인의 혈액을 자신의 혈액인 것처럼 교통사고 조사 경찰관에게 제출하여 감정하도록 한 행위에 대하여 위계에 의한 공무집행방해죄가 성립한다.

### 아시아

#### 일본
일본에서는 호흡측정 시 알코올 농도가 리터당 0.15mg 이상인 경우에는 취기운전으로, 그 외에는 만취운전으로 구분한다. 만취운전에 대하여는 알코올 농도 수치와 상관없이 오로지 ‘알코올의 영향으로 정상적인 운전이 불가능한 상태’인지의 여부를 검사(언어테스트·걷기테스트 등)한다. 운전자뿐만 아니라 차량제공자, 주류제공자 및 동승자도 함께 처벌하고 있다.
0.03% 이상의 음주 운전을 과속, 무면허와 함께 교통 3악(惡)으로 규정, 음주 후에는 운전을 할 수 없음은 물론 운전자에게 주류를 제공하거나 권한 사람도 벌금형에 처할 뿐만 아니라, 음주 운전자가 모는 차를 탄 사람에게도 위험 운전 방조죄로 최대 10년의 징역을 선고받는다.

#### 말레이시아
1일간 구류에 처해지며 음주 운전자가 기혼자일 경우 배우자도 같이 수감시킨다.

#### 베트남
자동차 음주운전과 오토바이 음주운전에 대한 각각의 처벌 규정을 두고 있다. 자동차 음주운전의 경우 혈중알코올농도 0.05% 이하여도 벌금에 처할 수 있으며,(｢도로 및 철도교통 분야의 행정위반 처벌을 규정하는 의정｣에 혈중알코올농도가 0.05% 이하인 경우에도 최대 3백만 동(한화 15만 원)의 벌금에 처할 수 있는 규정) 오토바이 음주운전의 경우 혈중알코올농도가 0.05%를 초과하면 처벌 대상이다. 음주 측정을 거부하는 행위는 최고 혈중알코올농도인 0.08%를 초과하는 상태에서 음주운전을 하는 경우와 같은 처벌을 받을 수 있다.

#### 싱가포르
음주 운전 적발 시 최대 벌금 약 410만 원에서 징역 6개월을 선고받는다. 재범의 경우 벌금과 징역 모두 두 배 이상 증가하는데, 상습범은 언론 1면에 신상을 공개해 망신을 주는 규정이 있다. 코를 파면서 운전을 할 경우 최대 82만 원의 벌금형에 처하기도 한다.

#### 아랍에미리트
음주운전으로 적발된 운전자에게 대한민국의 교통벌점에 해당하는 ‘블랙 포인트(black point)’ 24점이 부과되며, 운전자의 차량은 최대 60일 동안 압류된다. 또한 최대 2만 디르함(한화 약 620만 원)의 벌금이나 구류･금고에 처할 수 있는데, 구류･금고 형을 받는 경우 형기가 끝날 때까지 면허를 정지한다. 

#### 오스트레일리아
오스트레일리아에서는 신문의 고정란에 적발된 사람의 이름을 공고한다.

#### 중국
칠레와 마찬가지로 만취운전에 대한 규정을 두고 있으며, 만취운전으로 적발되는 경우 형사재판으로 넘겨지는데 이때 법원에서 판결로 선고할 수 있는 최고형에 제한이 없다. 실제 과거 상하이에서 음주운전으로 사망자를 낸 운전자에게 사형이 선고되어 집행까지 이루어진 판례가 있다. 중국은 또한 영업용 차량 운전자의 음주운전에 대해 더욱 엄격한 처벌 규정을 두고 있다. 

### 아메리카

#### 미국
미국의 각 주마다 차이가 있다. 벌금액도 다양하나 대개 처음 음주 운전이 적발될 경우 6∼12개월 면허 정지와 약 400달러의 벌금을 문다. 또한 매년 1,000달러의 보험금을 3년 동안 추가로 부담한다. 재차 음주 운전에 걸리면 1차의 2∼3배 벌칙이 가해진다. 어느 주에서는 음주 운전 단속시 경찰관이 혈중 알코올 농도기를 들이대는 대신 중앙선을 걸어 보라고 하는데 갈 지(之)자로 걷지 않고 제대로 걸으면 운전에 지장이 없다고 판단하기도 한다.
1967년 오하이오주는 법원이 완전한 면허를 되찾을 수 있다고 판결하기 전까지, 업무 관련 운전과 같은 제한된 운전 면허을 부여받은 음주 운전 전과자에게 특별한 차량 번호판을 발급하기 시작했다. 2004년 이 번호판은 주법에 의해 모든 음주 운전 전과자에게  의무화되었다. 오하이오주의 표준 차량 번호판과 달리 음주 운전자용 번호판은 등록 스티커나 그래픽이 없이 노란 바탕에 빨간색 글씨이다. 이 번호판은 "파티 번호판"(party plates)이라고 불린다.
미네소타주도 비슷한 프로그램을 가지고 있는데, 흰색 바탕에 파란색이나 검은색 글씨이다. 번호판 번호는 "W"이고, 그 다음이 문자와 4개의 숫자가 온다. 이 번호판은 5년 동안 2회 이상의 음주 운전을 하거나, 10년 동안 3회 이상의 음주 운전, 법적 한도의 두배의 혈중 알코올 농도, 또는 체포 당시 차에 아이를 태우고 있을 때 발행된다. 미네소타주에서 음주 운전 번호판은"위스키 번호판"(whiskey plates)이라고 불리며, 위스키는 NATO 음성 알파벳에서 W 글자의 이름이다.
뉴욕주의 경우 혈중알코올농도, 연령 및 적발 횟수에 따라 처벌 수위가 달라지는데 최고 1만 달러(한화 약 1천만 원)의 벌금이나 7년 이하의 징역에 처하고 최소 18개월 동안 면허가 취소된다. 외국인이 과거에 미국에서 음주운전으로 사람을 상해에 이르게 한 경우 미국 입국이 금지될 수도 있다.

#### 브라질
경찰이 운전자의 정신 운동 능력이 감소된 것으로 판단하면 목격자의 증언이나 의사의 소견을 포함해 다양한 증거를 수집한 후 처벌하거나, 혈중 알코올 농도가 0.06%를 넘으면 징역에 처하고, 만약 음주로 교통사고를 일으켰다면 사고로 인한 피해의 크고 작음을 떠나 살인범으로 분류된다.

#### 칠레
칠레는 혈중알코올농도가 0.08% 이상인 음주운전을 만취운전으로 분류하여 일반 음주운전(혈중알코올농도 0.03% 초과)보다 높은 강도의 처벌 규정을 두고 있다. 특히 만취운전으로 사상자가 발생할 경우 최고 10년의 징역, 최대 58만 페소(한화 약 97만 원)의 벌금에 처하고, 운전면허 취득이 영구 결격된다. 

### 유럽

#### 독일
독일에서는 음주단속이 흔히 있는 일은 아니지만 음주측정기를 사용할 시 혈중 알코올 농도가 0.5% 미만일 경우 처벌을 받지 않는다. 하지만 운전면허증을 취득한지 2년 미만의 초보운전의 경우에는 125유로의 벌금을 낸다.

#### 영국
영국은 음주운전의 측정 기준으로 호흡측정, 혈액검사 및 소변검사 세 가지 방법을 법으로 정하고 있다. 위반의 정도에 따라 처벌의 수위가 결정되나, 사망자를 낸 운전자에 대해서는 최고 14년의 징역 및 최소 2년의 운전자격 박탈에 처하며, 벌금형에 처하는 경우 법정 상한이 없다. 

#### 프랑스
프랑스에서는 뚜렷한 음주 징후가 없어도 혈중알코올농도가 0.08% 이상이거나 호흡조사 기준 리터당 0.40mg 이상일 경우 2년의 징역 또는 4,500 유로(한화 약580만 원)의 벌금에 처한다. 만약 음주운전으로 사망자가 발생하는 경우에는 최대 7년의 징역, 100,000 유로(한화 약 1억 2천만 원)의 벌금에 처한다. 

#### 튀르키예
튀르키예에서는 음주 운전 1회 적발시 6개월 면허정지와 벌금 349.90 튀르키예 리라(약 26만원)가 부과되며 음주 운전 2회 적발시 2년 면허정지와 벌금 427.30 튀르키예 리라(약 31만원)가 부과된다. 음주 운전 3회 적발시 5년 면허정지와 벌금 684.3 튀르키예 리라(약 51만원)가 부과되며 추가로 정신과 치료가 병행된다.

#### 핀란드
핀란드에서 음주 운전을 하다 적발될 경우 1개월분의 급여가 벌금으로 몰수된다.

#### 러시아
과거 음주운전으로 이미 면허가 취소된 상태에서 재차 음주운전으로 적발되거나 측정을 거부할 경우 처벌받을 수 있다. 이 경우 처벌은 최대 35만 루블(한화 약 500만 원)의 벌금, 그리고 법원 판결로 사회봉사 480시간, 약 2년의 강제노역, 3년의 면허정지 및 2년의 징역을 추가할 수 있다.

## 같이 보기
- 위드마크 공식
- 난폭운전(RD)
- 무면허운전
- 대리 운전자
- 공공장소 음주(영어판)